# Festas da Tomina
A Festa da Tomina, é uma festividade realizada anualmente no último fim-de-semana de Agosto em honra de Nossa Senhora das Necessidades. Têm uma duração habitual de cinco dias. A festa da Tomina é uma das maiores festividades do Baixo Alentejo, atraindo por isso alguns milhares de turistas Portugueses e espanhóis, sendo estes principalmente emigrantes oriundos da região que até têm habitação na aldeia. Esta festa representa por isso um dos principais "motores" económicos da freguesia onde se realiza, Santo Aleixo da Restauração.

## História
A história da Festa da Tomina, que remonta ao ano de 1688, encontra-se intimamente ligada à da fundação do Convento da Tomina. Atribui-se o seu início à festa de ação de graças promovida pelo povo de Santo Aleixo da Restauração na sequência de um enorme fogo nas suas searas, ao ver salvo todo o trigo tendo apenas ardido o restolho - milagre do fogo.
A descrição mais pormenorizada desta festa é aquela que é feita num documento intitulado "Notícias da Tomina". Este documento contém informações colhidas diretamente de antigos congregados ainda do tempo do fundador, pelo pároco de Santa Luzia das Pias, António Cativo de Almeida, a pedido do seu bispo, e enviadas a este em 27 de Outubro de 1780.
A partir daquele ano de 1688, nunca mais deixou de fazer-se no Convento da Tomina a festa em honra da Nossa Senhora das Necessidades, sendo a sua data fixada no último Domingo de Agosto de cada ano. A ela acorriam de romagem peregrinações de numerosas terras de todo o Alentejo e de algumas localidades espanholas, com seus guiões e tamborileiros.
Tendo em 1834 sido extintas as Ordens Religiosas, o convento ficou abandonado. As imagens ali existentes foram trazidas para a igreja de Santo Aleixo da Restauração, onde a Sr.ª das Necessidades ocupa desde então o seu altar. A partir daí a Festa da Tomina vem tendo aqui lugar todos os anos, e a ela acodem os romeiros a pagar suas promessas, algumas em dúzias de velas, outras em dúzias de foguetes, outras em dinheiro ou em alqueires de trigo, outras mandando celebrar missas.
A cada peregrinação de uma localidade com o pendão do seu patrono, os mordomos e o respetivo tamborileiro, era dado o nome de "festa".
As festividades começavam no sábado de manhã à entrada da Rua da Igreja com a receção às festas visitantes, receção que aqui se tem designado por entrega das festas, em que os festeiros portadores dos guiões visitantes os entregavam aos festeiros da Tomina, a fim de serem incluídos na nossa Festa, com o seu respetivo acompanhamento de flauta e tamboril. Já antes e também depois desta entrega e receção das festas havia missas na igreja. Às cinco horas da tarde a procissão percorria as principais ruas da aldeia.
Quando a Festa começou a ser acompanhada por bandas de música, o seu início era ao nascer do Sol com a banda a percorrer a aldeia tocando a alvorada, com foguetes à mistura, e a noite de sábado terminava na Praça com fogo de artifício e concerto musical.

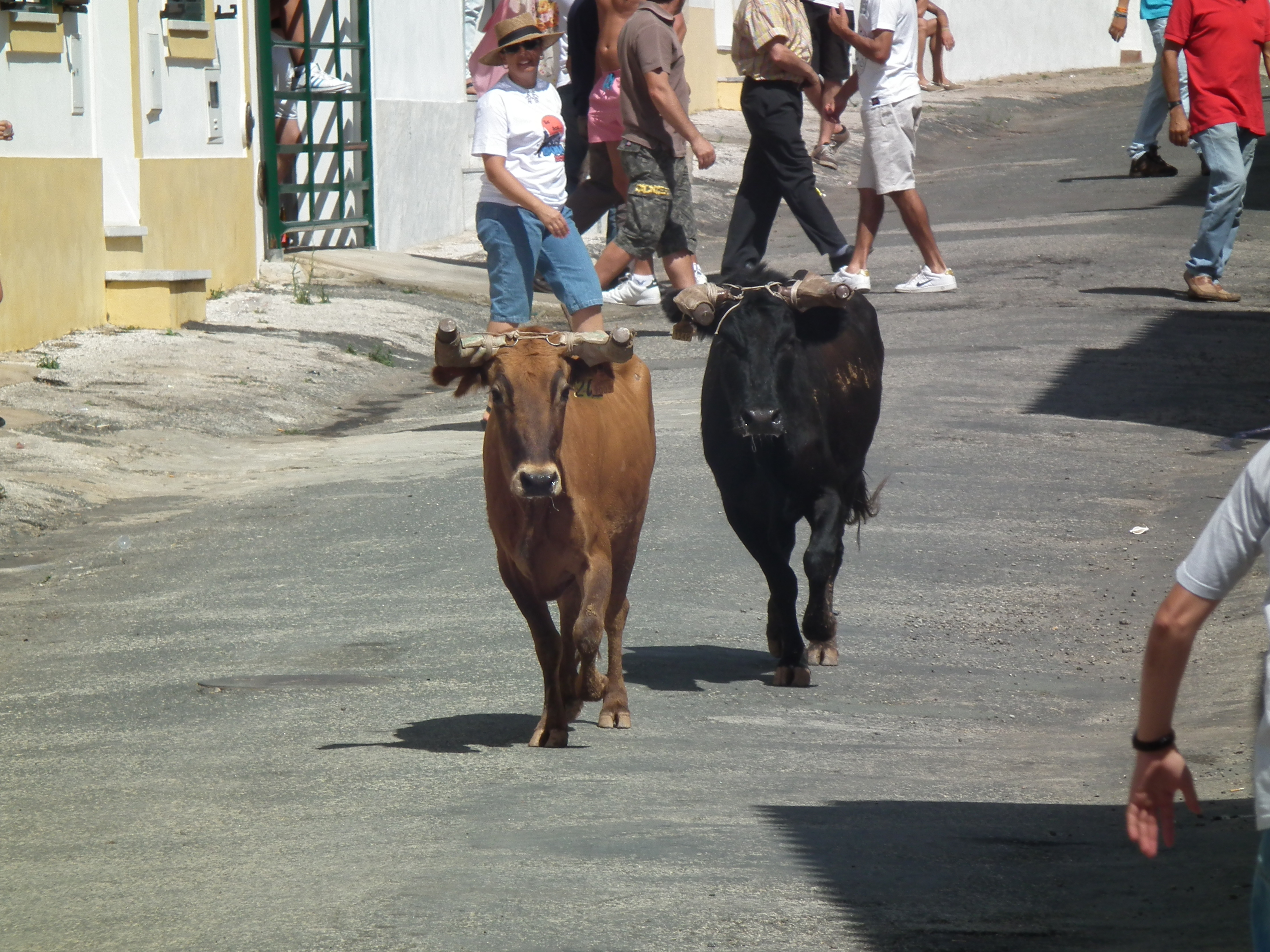
Largada de Rua na Tomina 2011. As largadas de rua não têm grande expressividade nesta festa.

O Domingo da Tomina era, na verdade o dia maior de toda a Festa, era aquele que mais correspondia ao seu sentido inicial no antigo convento, era o dia mais dedicado a expressar a gratidão dos favores recebidos e a implorar a protecção Divina por intermédio da Senhora das Necessidades. A manhã era toda ocupada com missas por mais que um sacerdote, e às duas da tarde tinha lugar a procissão solene, no adro em volta da Igreja, após o que a festa estava terminada.
A partir de certa altura, na segunda feira passou a fazer-se uma tourada, com um touro ou uma vaca adquirida por cotização de alguns habitantes da aldeia, e, uma vez toureada e morta a rêz, a carne era depois dividida em tantos quinhões quantos os contribuintes, e sorteados os quinhões. Era a "segunda feira do toiro".
No ano de 1883 tivemos festas das seguintes localidades:
Aldeia Nova de São Bento, Amareleja, Brinches, Granja, Moura, Pedrógão, Pias, São Marcos e Safara, de que temos notícia certa. Na festa deste mesmo ano foram celebradas dez missas.
No ano de 1884 houve festas de:
Aldeia Nova de São Bento, Amareleja, Brinches, Granja, Pedrógão, Pias, Safara, Santo Amador e São Marcos.
Com o andar dos tempos a religiosidade decresceu. Recordamo-nos de que até 1932 ainda havia que aguardar que terminassem as missas para começarem as procissões, e por esse tempo ainda apareciam com os seus pendões algumas festas de terras vizinhas. No presente a parte religiosa da festa diminuiu consideravelmente, relativamente à parte profana. O êxodo da população não diminuiu o número dos participantes na festa, antes o aumentou consideravelmente, porque os filhos ausentes desta terra aproveitam a data para visitarem a sua aldeia, trazendo com eles os descendentes e os amigos, e a aldeia conhece uma desusada animação, com a confraternização alegre e ruidosa de toda esta gente.